# Spanjemonument
Het Spanjemonument is een artistiek kunstwerk en oorlogsmonument in Amsterdam-Noord.

## Totstandkoming
De kunstenaar Eddy Roos won in 1984 een door de kunstraad Amsterdam uitgeschreven landelijke “wedstrijd”. Thema was een beeld voor de circa veertienhonderd vrijwilligers, die tijdens de Spaanse Burgeroorlog meevochten in de Internationale Brigades, daar waar de wereld het liet afweten en waar diegene die terugkwamen hun Nederlanderschap werd afgepakt vanwege strijden in een buitenlandse krijgsmacht. Uit zevenenveertig kunstenaars werden er vier gekozen om hun voorstel nader uit te werken. Roos was daar een van.
Roos was destijds eigenlijk geen liefhebber van monumenten. Hij zag niets in afbeelding van vrijheidsstrijders of dergelijke afbeeldingen. Roos bedacht voor deze plek en het thema een tweetal op vijf meter hoogte zwevende vrouwenfiguren, die elkaar eeuwig omhelzen; hij vond het (in) een symbool van vrijheid. De twee vrouwen hangen horizontaal in de lucht en houden elkaar met handen en monden vast. Dit zwevende beeld wordt gedragen door een spiraalachtige sokkel van roestvast staal, die echter maar één vrouw draagt. Roos haalde inspiratie voor de spiraal uit het beeld dat Vladimir Tatlin maakte voor zijn Monument voor de Derde Internationale (1919-1920). Andere inspiratie vond Roos in de literatuur van Marcos Ana, jarenlang gevangene van de winnaars van die burgeroorlog. De eeuwige beweging van het beeld vond haar weerspiegeling in de ondergrond met concentrische cirkels rondom het beeld, ontworpen door Harm van Weerden. Die cirkels waren origineel in de kleuren rood, geel en paars (de kleuren van de vlag van de Internationale Brigades). 
De overlevende Spanje-strijders moesten erg wennen aan het beeld, maar de kunstenaar wist ze te overreden. Het benodigde geld werd bijeengebracht door de Stichting Spanje Monument 1939-1939, dat in 1984 ruimte helft van de kostprijs van 120.000 gulden had bijeengebracht. Het beeld zou oorspronkelijk in 1985 met een bijdrage van Provinciale Staten Noord-Holland geplaatst worden op het marktplein van het Buikslotermeerplein, maar dat werd te druk bevonden. Bovendien waren er problemen omtrent de fundering van het beeld in de aldaar drassige bodem. Roos en Van Weerden gingen er zelf op uit om een nieuwe plek te vinden die geschikter was en vonden die bij een naamloze parkeerplaats naast het IJtunnel-traject aan het Hagedoornplein. Het beeld en de ondergrond werden op 28 mei 1986 onthuld door Piet Laros, een van de vrijwilligers, in het bijzijn van andere overlevenden en burgemeester Ed van Thijn. Op die dag werd het deel van het plein ook omgedoopt tot Plein Spanje '36-'39.
Volgens Buitenkunst Amsterdam zijn het weergaven van een Spaanse en Nederlandse vrouw; is de beweging een verlangen naar vrede en strijd tegen het fascisme.

## Opschrift
Het beeld wordt buiten de perkjes vergezeld door een drietal zuilen met de tekst (2x in Nederlands, 1x in Spaans):
1936-1939 No Pasaran
Aan de Nederlandse mannen en vrouwen die in de Spaanse
burgeroorlog meevochten en sneuvelden in de strijd tegen het fascisme.
Hun houding van waakzaamheid en verzet, waarschuwing
tegen iedere vorm van fascisme voor mensen van vandaag. 

## Galerij

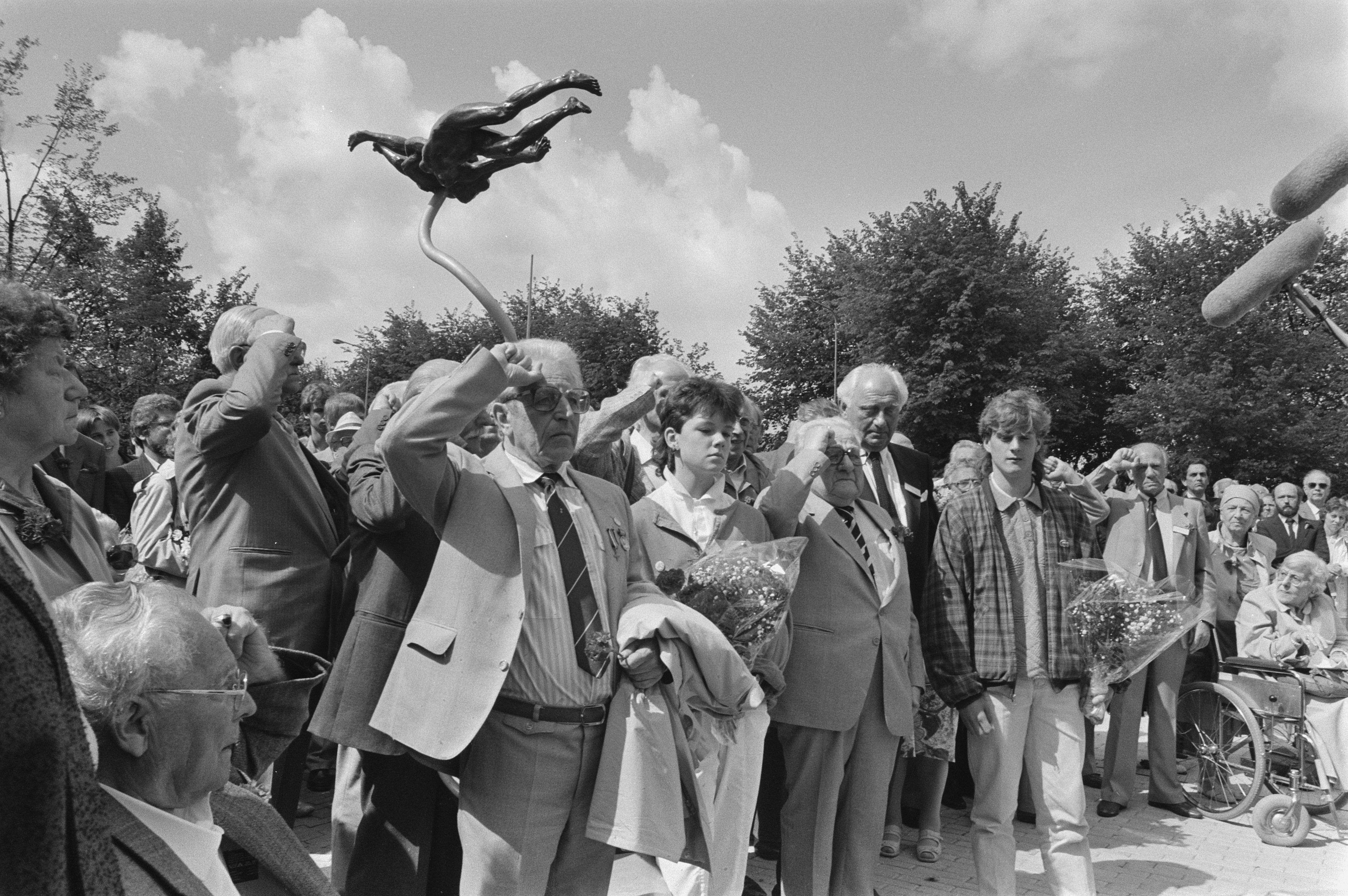
Oud-Spanje-strijders brengen een salut bij de onthulling van het monument
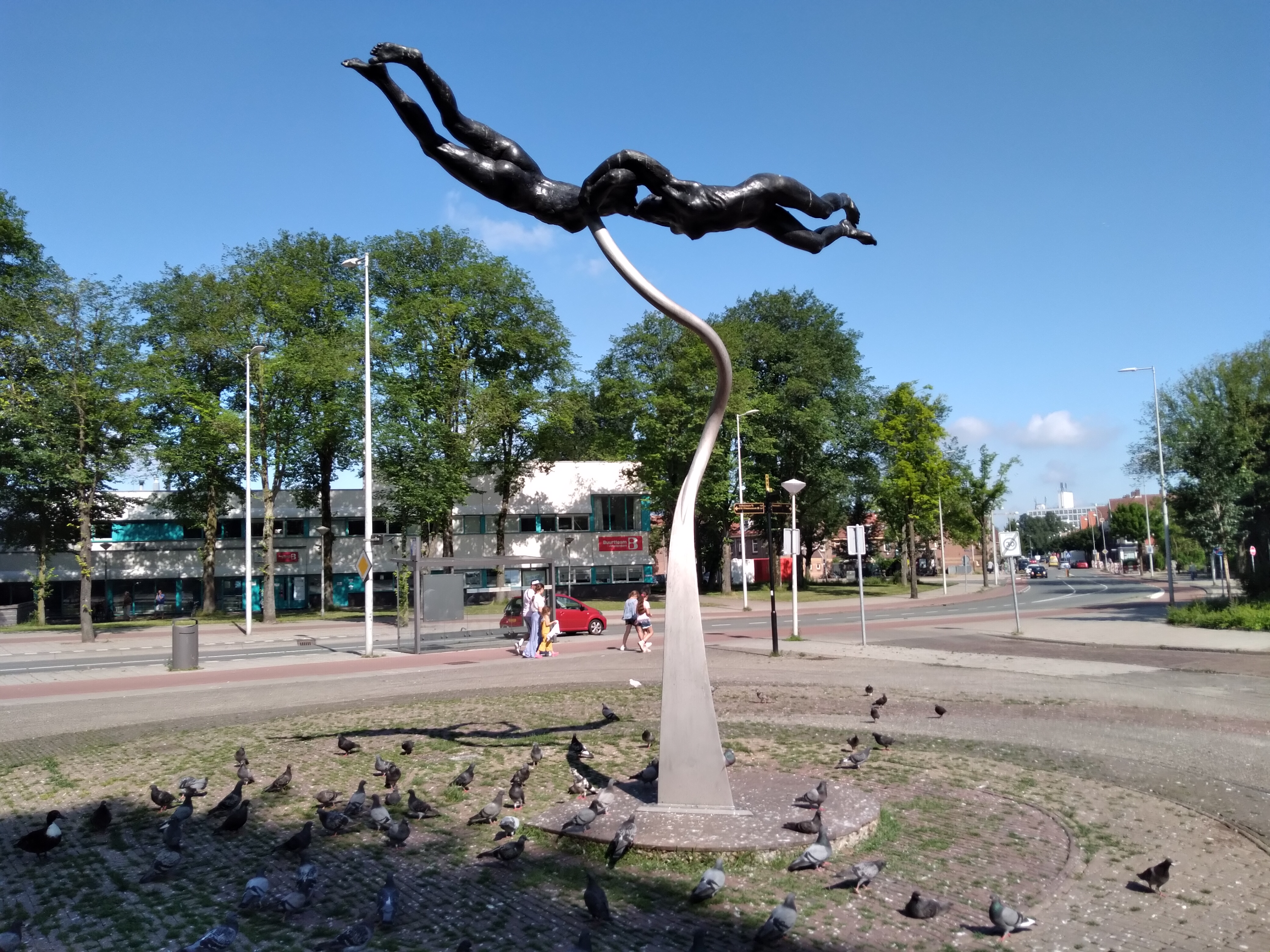
Het monument in 2021
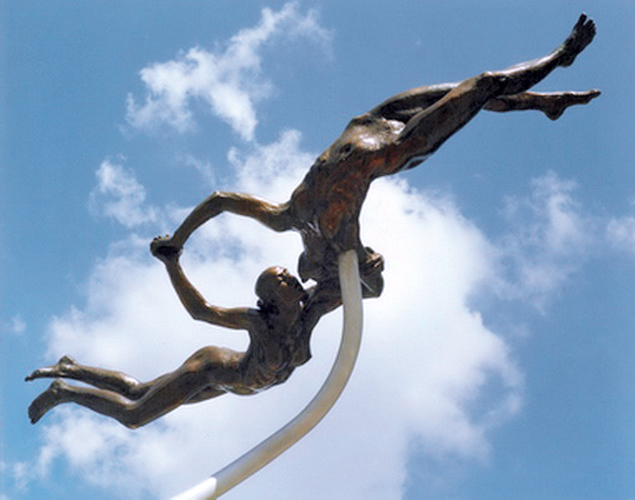
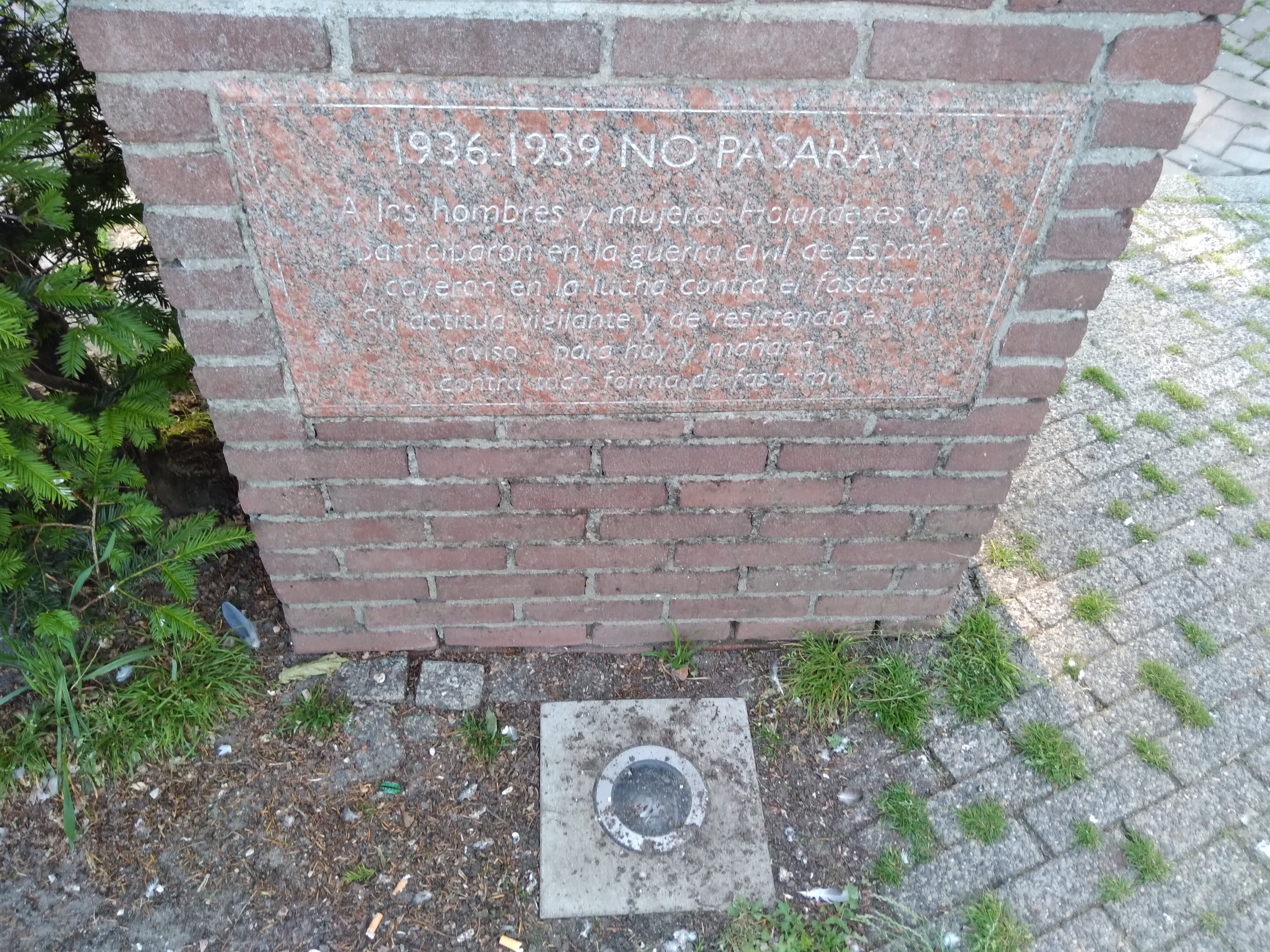
Spaans muurtje (juli 2021)